# Garcia Point
Il Garcia Point  è un importante punto antartico, che forma il fianco meridionale del Ghiacciaio DeGanahl, dove quest'ultimo confluisce nel Ghiacciaio Liv, nei Monti della Regina Maud, in Antartide.
La denominazione è stata assegnata dall'Advisory Committee on Antarctic Names (US-ACAN), in onore di Leopoldo Garcia, meteorologo dell'United States Antarctic Research Program presso la Base Amundsen-Scott nell'inverno del 1965.